# Knjige u 1730.
◄◄ | ◄ | 1727. | 1728. | 1729. | 1730.  | 1731. | 1732. | 1733. | ► | ►►
Arhitektura • Astronomija • Biologija • Glazba • Kazalište • Kemija • Kiparstvo • Knjige • Književnost • Kršćanstvo • Medicina • Politika • Pravo • Promet • Slikarstvo • Znanost
Knjige u 1730.

## Svijet
- VITA S. JOANNIS NEPOMUCENI, SIGILLI SACRAMENTALIS PROTOMARTYRIS, Bohuslav Balbinus. Izdavač: Sumptibus et cura Joannis Andreae Pfeffel, Augustae Vindelicorum. Broj stranica: 76.

## Vanjske poveznice
|  | Zajednički poslužitelj ima još gradiva o temi Knjige iz 1730. |